# 傅隆
傅隆（369年—451年），字伯祚，北地靈州人。南朝宋官員。他是傅咸玄孫，司徒屬傅晞曾孫，傅亮族兄。
義熙初年起，傅隆先後擔任孟昶建威參軍、員外散騎侍郎、會稽征虜參軍、給事中、尚書僕射、建威府錄事參軍、尚書祠部郎、丹陽丞、尚書左丞、太子率更令、廬陵王劉義真車騎諮議參軍、山陰令。宋文帝元嘉初年起，先後擔任司徒右長史、御史中丞、司徒左長史、義興太守、左民尚書、太常。元嘉十五年（438年），傅隆退休。元嘉二十八年（451年）去世，享年八十三歲。
傅隆撰有《礼议》一卷。

## 延伸阅读
[在维基数据编辑]
 《宋書·卷55》，出自沈约《宋书》